# Dendroblatta sobrina
Dendroblatta sobrina är en kackerlacksart som beskrevs av Rehn, J. A. G. 1916. Dendroblatta sobrina ingår i släktet Dendroblatta och familjen småkackerlackor. Inga underarter finns listade i Catalogue of Life.